# Nakau lameh
Nakau lameh，是台灣阿美族馬太鞍部落神話中的一名巫師神，也是人間第一位巫師。

## 身世
娜高出身自神族系譜中的巫師家族中，是第十代神靈，其祖先可以追溯至第三代的豐收女神瑪希萊（Maslai no tsidal）和情慾與富饒之神奇高希高（Tsigautsigau no tsidal）。

## 傳說
當塔塔辜散在人間教導人類相關的生活知識和技能時，其中一名人類撒發克（Safak）因為不小心碰到他的手杖而死亡，Tatakosan sapatrok因此叫撒力巴契回天界去把包括娜高在內的四位神祇找來，其他三位分別是奇高希高、帕萊（Paleh no tsidal）和拉麼（Lameh no tsidal），要他們做布呵布呵（pohpoh）儀式復活撒發克，而娜高因為年紀較輕而被拉麼推薦，照他的指示採來香蕉葉，並唱起治癒的歌曲，唱完第一次後，撒發克就會呼吸了、第二次則醒來要水喝、第三次會坐起來、第四次開始要飯吃。
救活了撒發克後，娜高沒有隨著其他神祇回到天上，而是留下來成為人間的巫師:148。